# Adolf Benš

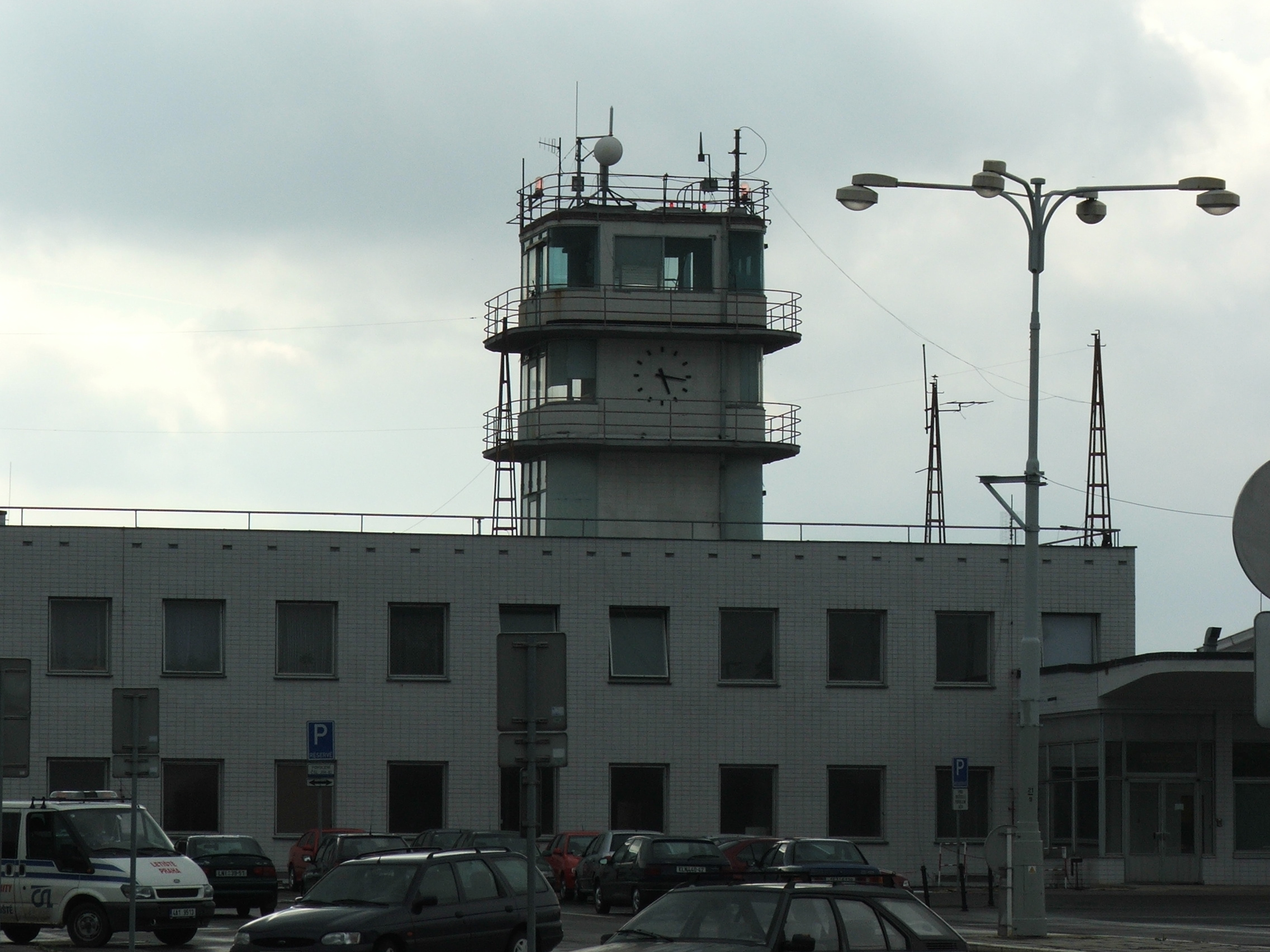
Torre del aeropuerto de Praga (1932-1934)

Adolf Benš (Pardubice, 18 de mayo de 1894-Praga, 8 de marzo de 1982) fue un arquitecto y urbanista racionalista checo. 

## Trayectoria
Estudió en la Universidad Técnica de Praga y en la Academia de Bellas Artes de Praga, donde fue alumno de Jan Kotěra y Josef Gočár. Se tituló en 1924. Su estilo inicial denota la influencia de sus maestros, así como del purismo de Bedřich Feuerstein y Le Corbusier. Desde 1924 fue redactor jefe de la revista Stavitel, defensora del racionalismo en su país.
Su primera obra realizada fue un edificio residencial en la calle Sudoměřská en Praga (1926), a la que siguieron la Escuela de Artes Populares en Mladá Boleslav (1926-1927), la villa Diviš en Praga (1928-1930) y la villa Novotný en Bratislava (1929-1930), así como el edificio de la Compañía de Electricidad de Praga (1927-1935, con Josef Kříž), una versión funcionalista de los palacios de composición axial del siglo XIX.
En 1930 se integró en la sociedad artística Mánes, la rama checoslovaca del Congreso Internacional de Arquitectura Moderna (CIAM). Ya en los años 1930, su obra pivotó entre el racionalismo ortodoxo, como en la torre del aeropuerto de Praga (1932-1934), o un cierto hibridismo entre el funcionalismo racionalista y cierta tendencia clasicista, como se denota en el pabellón checoslovaco de la Exposición Internacional de la Industria de Lieja de 1930 o en su propia casa de la calle Nad Paťankou de Praga (1937-1938).
Entre 1945 y 1968 fue profesor en la Escuela de Artes Decorativas de Praga.